# Fatau Dauda
Abdul Fatawu Dauda (Obuasi, 6 de abril de 1985) é um futebolista ganês que atua como goleiro. Atualmente, joga pelo Asante Kotoko.

## Carreira em clubes
Entre 2004 e 2006, Dauda atuou pelas categorias de base do Okwawu United, não chegando a jogar pelo time profissional. 
Ainda em 2006, foi contratado pelo Ashanti Gold, onde atuaria até 2013, quando foi contratado pelo Orlando Pirates, onde fez apenas três jogos.
Em julho de 2008, foi eleito o melhor goleiro na temporada então vigente do Campeonato Ganês.

## Seleção
Pela Seleção de Gana, o goleiro foi convocado pela primeira vez em 2008, para disputar a Copa das Nações Africanas, como terceira opção para o gol das Estrelas Negras.
Esquecido por Milovan Rajevac para a CAN-2010 e para a Copa do Mundo realizada na África do Sul, Dauda virou o novo titular do gol ganês com a saída de Richard Kingson, alternando a titularidade com Adam Larsen Kwarasey.
Convocado para a Copa das Nações Africanas de 2013, foi o titular na campanha que deixou a equipe em quarto lugar.

## Títulos
Gana
- Campeonato Africano das Nações: 2015 2º Lugar.